# Rio Gârbovăţ
O Rio Gârbovăţ é um rio da Romênia, afluente do Bârlad, localizado no distrito de Galaţi.